# Томас Ґренвілл
Томас Ґренвілл PC (31 грудня 1755 — 17 грудня 1846, Пікаділлі, Лондон) — британський політик, дипломат і бібліофіл. Від 1806 до 1807 року був першим лордом Адміралтейства.

## Життєпис
Його батьком був Джордж Ґренвілл, старшим братом був Джордж Наджент-Темпл-Ґренвілл, 1-й маркіз Бекінґемський, його молодший брат Вільям Віндем Ґренвілл і його дядько, моряк з таким самим прізвищем.
У 1779 році Ґренвілл став лейтенантом. Від 1780 до 1790 року був членом парламенту. У 1806 році він став президентом Контрольної ради і був з 29 вересня 1806 до 6 квітня 1807 Першим лордом Адміралтейства. У 1798 році він став членом Таємної ради.
У секретній дипломатичній місії до Берліна до Фрідріха Вільгельма III під час Другої коаліційної війни на борту HMS Proserpine, він сів на мілину біля Шаргорна в 1799 році та знайшов притулок у вежі Нойверк, а потім зміг продовжити свою подорож через Куксгафен.
У 1820-х роках почав колекціонувати книги. До його смерті він мав 20 240 томів із 16 000 найменувань і 59 рукописів. Він заповів свою колекцію книг Британському музею, який включив їх до колекції у 1847 році. Зараз книгозбірня Ґренвілла зберігається у Королівській бібліотечній вежі Британської бібліотеки.

## Посилання

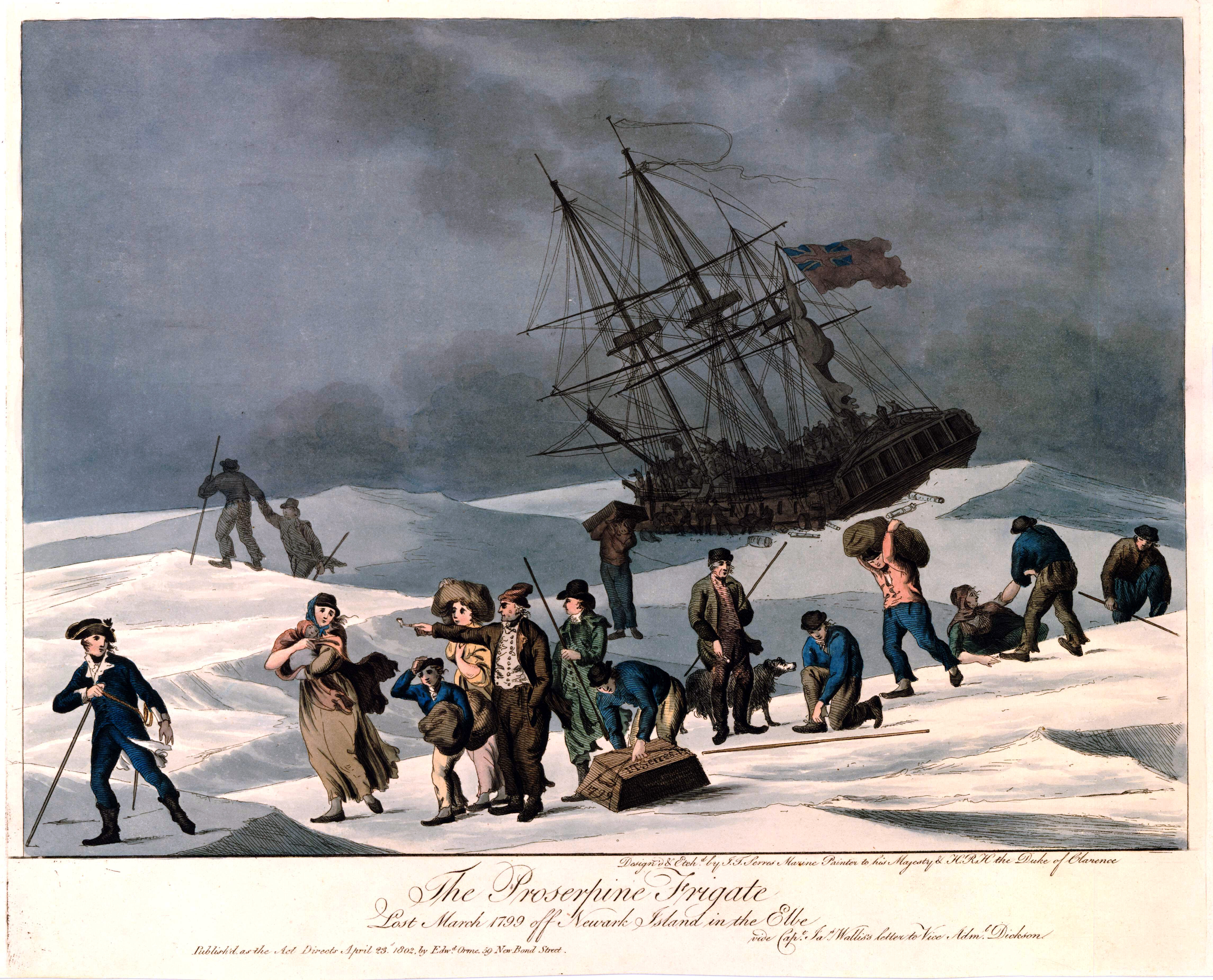
Порятунок з HMS Proserpine через крижану рівнину (1799)